# Phoma coonsii
Phoma coonsii är en lavart som beskrevs av Boerema & Loer. 1985. Phoma coonsii ingår i släktet Phoma, ordningen Pleosporales, klassen Dothideomycetes, divisionen sporsäcksvampar och riket svampar.   Inga underarter finns listade i Catalogue of Life.